# Hofanlage Oberhörner Weg 8
Die Hofanlage Oberhörner Weg 8 im niedersächsischen Elsfleth-Moorriem, Bauerschaft Oberhörne/Neuenbrok, im Landkreis Wesermarsch stammt aus dem 18. und 19. Jahrhundert.

Aktuell (2023) wird sie als Wohnhaus und wohl landwirtschaftlich oder/und gewerblich genutzt.
Die Gebäude stehen unter Denkmalschutz (siehe auch Liste der Baudenkmale in Elsfleth).

## Geschichte
Die Marschhufensiedlung Moorriem mit den nördlichen Bauerschaften Oberhörne/Neuenbrok erstreckt sich über etwa 16 Kilometer, wurde nach 1062 gegründet und erhielt im 14. Jahrhundert die heutige Struktur mit den schmalen, extrem langgestreckten Parzellen. Im Abstand von ca. 50 bis 100 Metern liegen zahlreiche Hofstellen auf Wurten.
Die Hofanlage auf einer Wurt und auf einem großen sehr tiefen Grundstück mit Baumbestand besteht aus
- dem eingeschossigen giebelständigen Wohn- und Wirtschaftsgebäude vom Ende des 18. Jahrhunderts (im Kern womöglich noch älter) als Zweiständer-Hallenhaus in Fachwerk mit Steinausfachungen, mit auf Knaggen vorkragendem reetgedeckten Krüppelwalmdach und Niedersachsengiebeln mit Uhlenloch sowie der Grooten Door mit Rundbogen und einer Upkammer im Wohnteil; Ständergerüst als Unterrähmgefüge angeblich von 1627,[2]
  - dem eingeschossigen südlichen Stallanbau am Wirtschaftsgiebel vom Ende des 19. Jahrhunderts in Fachwerk und mit reetgedecktem Satteldach,
- der eingeschossigen giebelständigen Scheune aus der Mitte des 18. Jahrhunderts (um 1750) in Fachwerk und Ankerbalkenkonstruktion mit Backsteinausfachungen sowie mit reetgedecktem Walmdach und Querdurchfahrt; sie wurde erheblich umgebaut,[3]
- dem eingeschossigen traufständigen südlichen Backhaus aus dem 19. Jahrhundert oder von um 1900, als Backsteinbau mit Backofenanbau sowie Satteldach[4]
- sowie weiteren nicht denkmalgeschützten Nebenanlagen.

Das Landesdenkmalamt befand: „… geschichtliche Bedeutung … als beispielhafte Hofanlage des 18. Jhs. und für die Volkskunde sowie eine städtebauliche Bedeutung für das Landschaftsbild … .“